# Podział administracyjny Kościoła katolickiego w Irlandii i Irlandii Północnej
Podział administracyjny Kościoła katolickiego w Irlandii i Irlandii Północnej – obecnie na terenie Irlandii istnieją cztery metropolie Kościoła katolickiego, w skład których wchodzi: 4 archidiecezje i 22 diecezje.

## Lista diecezji

### Metropolia Armagh[1]
- Archidiecezja Armagh
  - Diecezja Clogher
  - Diecezja Derry
  - Diecezja Down-Connor
  - Diecezja Dromore
  - Diecezja Kilmore
  - Diecezja Meath
  - Diecezja Raphoe
  - Diecezja Ardagh i Clonmacnoise

### Metropolia Cashel-Emly
- Archidiecezja Cashel i Emly
  - Diecezja Cloyne
  - Diecezja Cork i Ross
  - Diecezja Kerry
  - Diecezja Killaloe
  - Diecezja Limerick
  - Diecezja Waterford i Lismore

### Metropolia dublińska
- Archidiecezja dublińska
  - Diecezja Ferns
  - Diecezja Kildare-Leighlin
  - Diecezja Ossory

### Metropolia Tuam
- Archidiecezja Tuam
  - Diecezja Achonry
  - Diecezja Clonfert
  - Diecezja Elphin
  - Diecezja Galway-Kilmacduagh
  - Diecezja Killala